# جوني بيري
جوني بيري (بالإنجليزية: Johnny Berry) (1 يونيو 1926 في المملكة المتحدة - 16 سبتمبر 1994 بفارنهام في المملكة المتحدة) هو لاعب كرة قدم بريطاني في مركز جناح ‏. شارك مع منتخب إنجلترا لكرة القدم. أما مع النوادي، فقد لعب مع برمنغهام سيتي ومانشستر يونايتد.

## مسيرته الكروية
لعب جوني بيري خلال مسيرته الاحترافية مع ناديين في ثلاثة عشر موسمًا وسجل خلالها 42 هدفًا ضمن 350 مباراة. حيث فاز في ثلاثة مواسم بالكأس وفي ثلاثة مواسم بالدوري.
خاض جوني بيري مسيرته مع نادي برمنغهام سيتي في موسم 1946–47 ليلعب معه ستة مواسم، مشاركًا في 103 مباراة سجل خلالها 5 أهداف. ثم انتقل إلى نادي مانشستر يونايتد في موسم 1951–52 ليلعب معه سبعة مواسم، حيث شارك في 247 مباراة سجل خلالها 37 هدفًا.

## وصلات خارجية
- جوني بيري على موقع قاعدة بيانات كرة القدم.إي يو (الإنجليزية)
- جوني بيري على موقع ناشيونال فوتبول تيمز (الإنجليزية)
- جوني بيري على موقع عالم كرة القدم.نت (الإنجليزية)